# James Jurin
James Jurin fue un físico británico (c. 15 de diciembre de 1684 - 29 de marzo de 1750), además de médico y matemático,  también recordado por su trabajo relacionado con los tubos capilares (ley de Jurin).

## Su familia
Su padre se llamaba John Jurin y era un londinense dedicado a la tintorería. Su madre, por el contrario, estudió en el Hospital de Cristo, donde ganó una beca para el Trinity College de Cambridge graduándose posteriormente en 1705.
Pocos años más tarde, Jurin se convirtió en director de la Royal Grammar School en 1709. Allí solía dar sus clases de matemáticas, donde enseñaba a sus alumnos el trabajo de Isaac Newton, ya que Jurin era un fiel seguidor de sus teorías.
En 1715, empezó a estudiar medicina en Cambridge. Entre los años 1725 y 1732 trabajó como médico, convirtiéndose en gobernador del hospital en el que trabajaba (Guy´s Hospital). En 1724, se casó con una mujer llamada Mary Douglas, que murió en 1784. Con ella tuvo cinco hijas y un hijo.

## Jurin y la medicina
Fue una eminencia en esta ciencia. Varios años de su vida los dedicó a estudiar  una enfermedad llamada la viruela y sus posibles formas de combatirla. Además de eso, estudió las estadísticas de mortalidad en Londres, y llegó a la conclusión de que un 14% de la población había muerto a causa de esta enfermedad, donde alrededor de un 40%, murió durante las epidemias.
Su estudio finalizó con una tesis, donde se mostraba que la tasa de mortalidad había sido de 1 entre 7. Entre 1723 y 1727, realizó una obra donde introdujo el término de la vacunación contra esta enfermedad, utilizando un virus sintético, en lugar de la propia viruela humana. Esta obra fue muy influyente en la comunidad de médicos en aquella época.

## Ley de Jurin
Jurin enunció la ley por la que es conocido en 1718, donde mostraba la relación que hay del ascenso o descenso del agua dentro de un tubo capilar, en función de su diámetro, cuando se introduce en dicho líquido.